# Реактив Швейцера

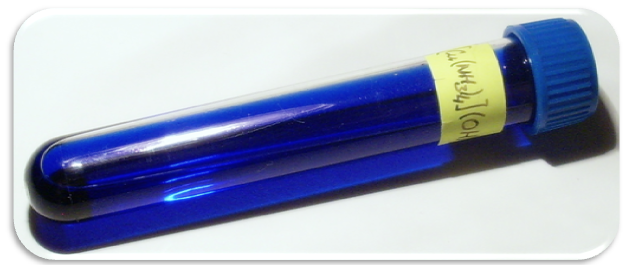
Реактив Швейцера

Реактив Швейцера (дигидроксотетрааммиакат меди, иногда гидроксид тетраамминмеди) — водный раствор гидроксида тетрааммиаката меди [Cu(NH3)4](OH)2. Назван в честь швейцарского учёного Матиаса Эдуарда Швейцера, обнаружившего способность этого реактива растворять целлюлозу.
Молярная масса: 165.68 г/моль 
Реактив Швейцера получают растворением свежеосаждённого гидроксида меди в водном растворе аммиака, при этом образуется тёмно-синий раствор тетракоординированного комплексного аммиаката:
{\displaystyle {\mathsf {Cu(OH)_{2}+4NH_{3}\rightarrow [Cu(NH_{3})_{4}](OH)_{2}}}}
Вслед за открытием в 1857 году растворимости целлюлозы в реактиве Швейцера было обнаружено, что он также растворяет и другие незамещённые полисахариды (крахмал, инулин) и не растворяет азотсодержащие хитин (поли-N-ацетил-D-глюкозо-2-амин) и шёлк.
Растворимость целлюлозы и других полисахаридов в реактиве Швейцера обусловлена вытеснением из координационной сферы двух молекул аммиака атомами кислорода соседних гидроксилов глюкозных звеньев целлюлозы с образованием тетракоординированного хелата.
Растворение целлюлозы в реактиве Швейцера используется в промышленности для производства целлюлозных волокон — «медно-аммиачного шёлка» (англ. cupro fibers), при этом раствор подаётся в фильеры, погружённые в водяную ванну, в которой комплекс гидролизуется с образованием целлюлозных волокон. Медно-аммиачный метод стал первым промышленным методом получения целлюлозных волокон, и, хотя его значение с появлением вискозного метода упало, он применяется и в настоящее время.
Проба с реактивом Швейцера также применялась для определения вида целлюлозных волокон: под воздействием реактива у волокон различного происхождения (хлопок, лён, пенька) наблюдаются различные картины набухания, что при микроскопическом наблюдении позволяет определить вид волокна.
Растворение целлюлозы в реактиве Швейцера с измерением вязкости образовавшегося раствора является стандартным вискозиметрическим методом определения молекулярной массы целлюлозы. В сухом состоянии реактив Швейцера взрывоопасен, но требуется инициация детонатором. При нагревании на водяной бане при температуре 100°C выпадает чёрный нерастворимый осадок CuO в растворе гидрата аммиака. Уравнение реакции:
{\displaystyle {\mathsf {[Cu(NH_{3})_{4}](OH)_{2}\rightarrow CuO+4NH_{3}+H_{2}O}}}